# Chinese blauweregen
Chinese blauweregen (Wisteria sinensis) is een liaan, die 8 tot 10 m hoog kan worden. Oorspronkelijk komt de plant uit China. De plant is linkswindend in tegenstelling tot de rechtswindende Japanse blauweregen (Wisteria floribunda). De langwerpige geveerde bladeren met tegenoverstaande gesteelde blaadjes groeien in een hoog tempo. De bloei is van mei tot juni. De Chinese blauweregen heeft grote blauwe, witte of roze bloemen die in trossen naar beneden hangen. De bloemtrossen worden tot 25 cm lang.

## Toepassing

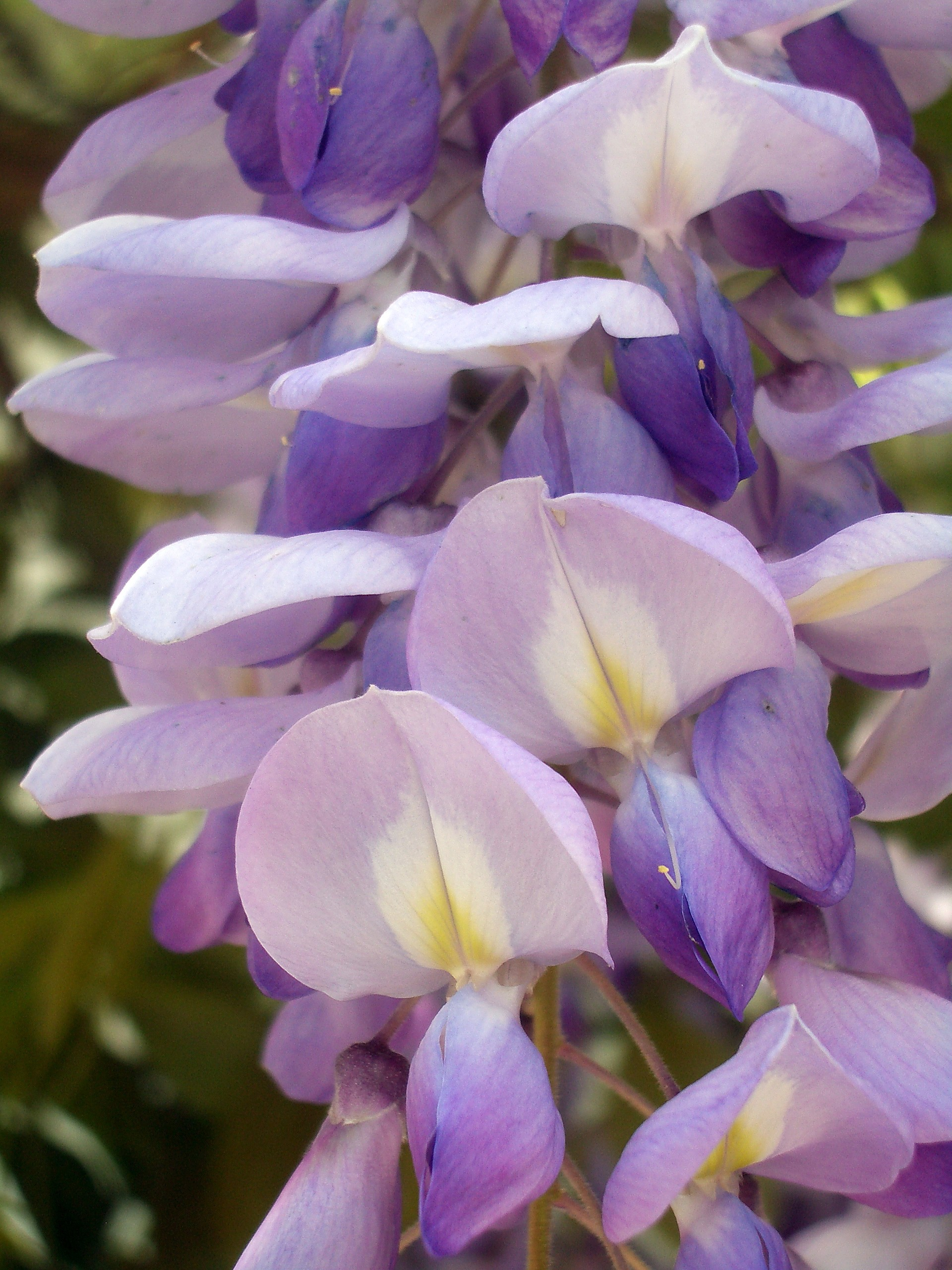
Enkele bloemen in de tros

De Chinese blauweregen is niet zelfhechtend en moet worden geleid. In zomer en winter kan de jonge leiplant worden gesnoeid. In het tweede jaar wordt de plant in de winter gesnoeid. Na verjongingssnoei duurt het enige jaren voordat er weer bloemen verschijnen. Een volgroeide blauweregen vertegenwoordigt een behoorlijk gewicht.
Een lichte, humusrijke grond die voldoende vochtig is, zorgt voor een flinke groei en bloei. De Chinese blauweregen houdt van zon, en is in ons klimaat winterhard tot -20 °C.
'Loofgangen' of 'berceaus' zijn vaak gevormd met behulp van deze blauweregen.